# Émile Hellemans
Pour les articles homonymes, voir Hellemans.
 (novembre 2023).
La mise en forme du texte ne suit pas les recommandations de Wikipédia : il faut le « wikifier ».
Les points d'amélioration suivants sont les cas les plus fréquents :
- Les titres sont pré-formatés par le logiciel. Ils ne sont ni en capitales, ni en gras.
- Le texte ne doit pas être écrit en capitales (les noms de famille non plus), ni en gras, ni en italique, ni en « petit »…
- Le gras n'est utilisé que pour surligner le titre de l'article dans l'introduction, une seule fois.
- L'italique est rarement utilisé : mots en langue étrangère, titres d'œuvres, noms de bateaux, etc.
- Les citations ne sont pas en italique mais en corps de texte normal. Elles sont entourées par des guillemets français : « et ».
- Les listes à puces sont à éviter, des paragraphes rédigés étant largement préférés. Les tableaux sont à réserver à la présentation de données structurées (résultats, etc.).
- Les appels de note de bas de page (petits chiffres en exposant, introduits par l'outil «  Source ») sont à placer entre la fin de phrase et le point final[comme ça].
- Les liens internes (vers d'autres articles de Wikipédia) sont à choisir avec parcimonie. Créez des liens vers des articles approfondissant le sujet. Les termes génériques sans rapport avec le sujet sont à éviter, ainsi que les répétitions de liens vers un même terme.
- Les liens externes sont à placer uniquement dans une section « Liens externes », à la fin de l'article. Ces liens sont à choisir avec parcimonie suivant les règles définies. Si un lien sert de source à l'article, son insertion dans le texte est à faire par les notes de bas de page.
- La présentation des références doit suivre les conventions bibliographiques. Il est recommandé d'utiliser les modèles {{Ouvrage}}, {{Chapitre}}, {{Article}}, {{Lien web}} et/ou {{Bibliographie}}. Le mode d'édition visuel peut mettre en forme automatiquement les références.
- Insérer une infobox (cadre d'informations à droite) n'est pas obligatoire pour parachever la mise en page.

Pour une aide détaillée, merci de consulter Aide:Wikification.
Si vous pensez que ces points ont été résolus, vous pouvez retirer ce bandeau et améliorer la mise en forme d'un autre article.
Emile Hellemans est un architecte belge né en 1853 et mort en 1926. Il détient le mandat d'échevin des travaux publics à Bruxelles sous le premier maïorat d'Adolphe Max, entre 1909 et la Première Guerre mondiale. Son implication sociale en faveur des plus démunis se reflète dans ses multiples engagements. Il est, en effet, membre du Conseil supérieur d'hygiène, du Comité de patronage des habitations ouvrières de la Ville de Bruxelles, de la Commission des hospices civils d'Ixelles, etc.
Une étude minutieuse des conditions de salubrité dans les Marolles (1904-1906) l'amène à concevoir l'œuvre majeure de sa vie, la cité Hellemans qui porte son nom.

## Principales réalisations

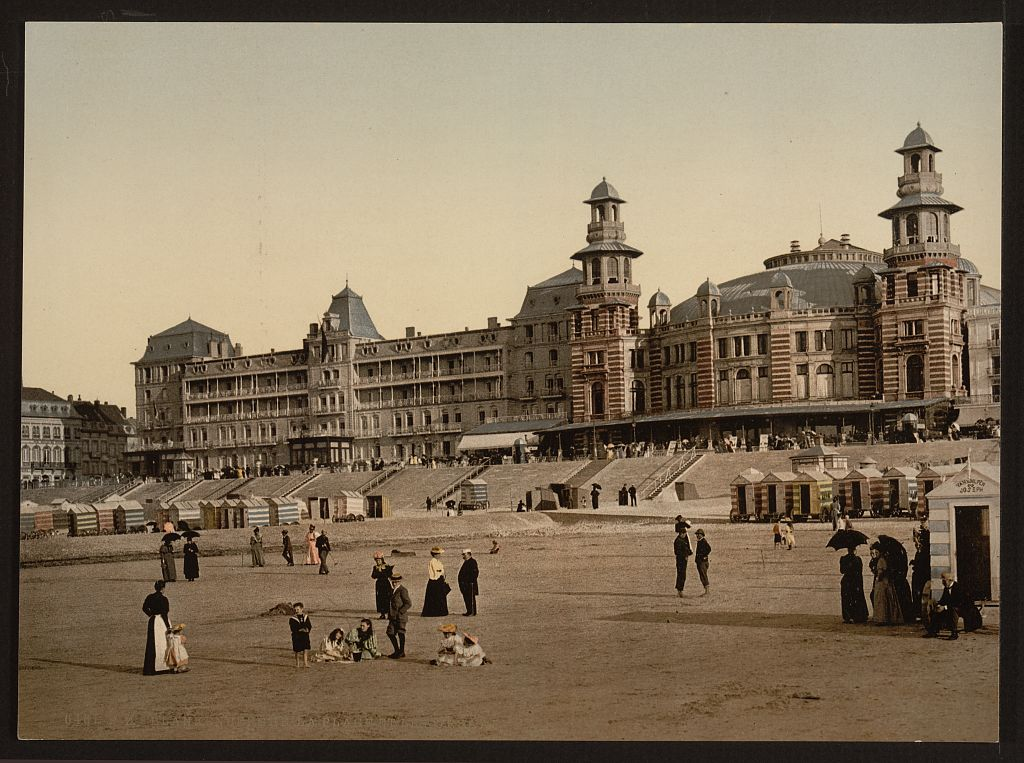
Casino de Blankenberge (Zeedijk, 1886)[5]: co-auteur avec Octave Van Rysselberghe du deuxième casino éclectique de la cité balnéaire
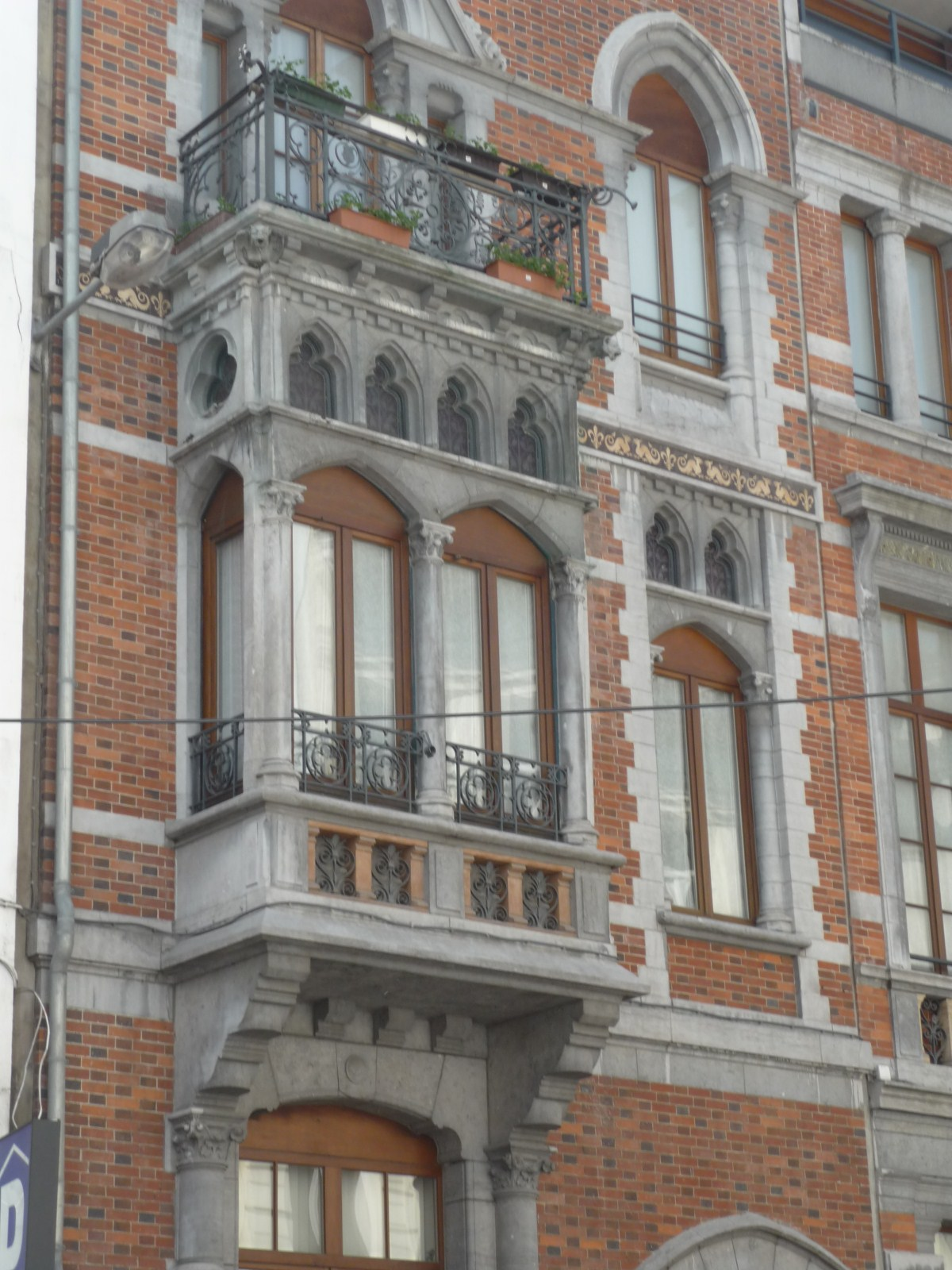
Maison personnelle d'Emile Hellemans - Maison bourgeoise et maison personnelle de l'architecte (rue Capitaine Crespel 23-25 à Ixelles, 1888) [6]: style éclectique à dominante néogothique, avec sa magnifique logette en pierre (25) et renaissance (23);
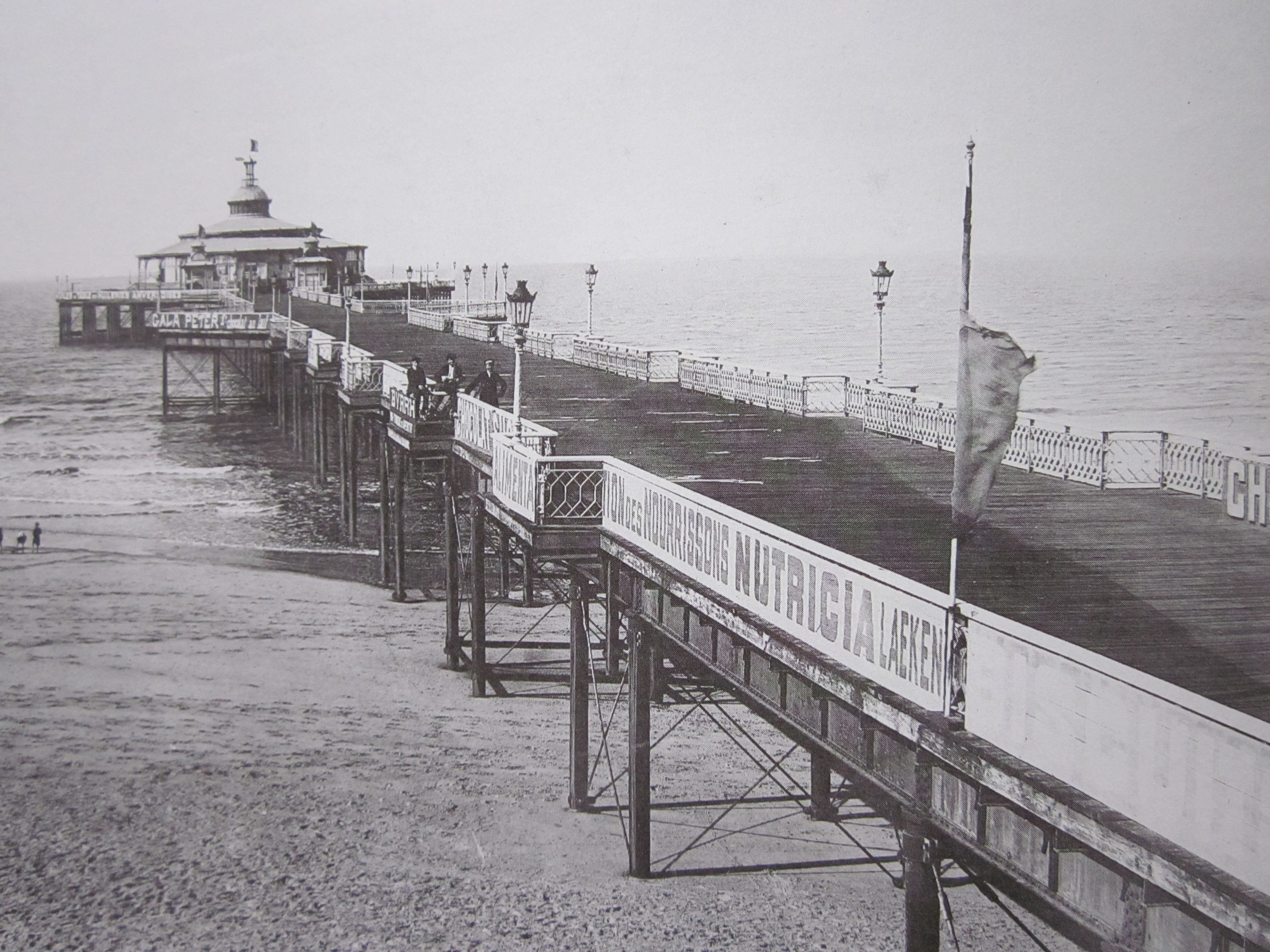
Pier de Blankenberge (Zeedijk, 1894) : première jetée bombardée pendant la Grande Guerre (1915). Au-delà d’une place en demi-cercle qui devait initialement accueillir une piscine d’eau de mer, cette promenade en mer déroulait son large plancher de bois sur pilotis en fonte sur 350 mètres de long, une structure étudiée par l’ingénieur Erich Wyhowski. Bordé de rambardes en fer forgé, entrecoupées d’alcôves offrant des bancs aux promeneurs et d’une placette intermédiaire garnie d’un kiosque, il s’élargissait en large musoir octogonal. L’accès au pavillon en rotonde, coiffé d’un petit dôme, était payant comme en témoignent les guichets placés en amont. Il abritait une salle des fêtes, un café-restaurant, des caves à vin et à bière et une galerie pour pêcheurs. Le Pier connaît un succès immédiat dès son inauguration (180.000 visiteurs, 1894)[7].
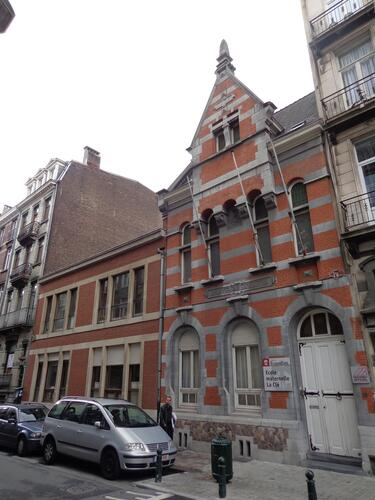
Jardin d'enfants n° 14 (rue de la Clé 16-18 à Bruxelles,1903-1905): style éclectique à dominante néorenaissance flamande
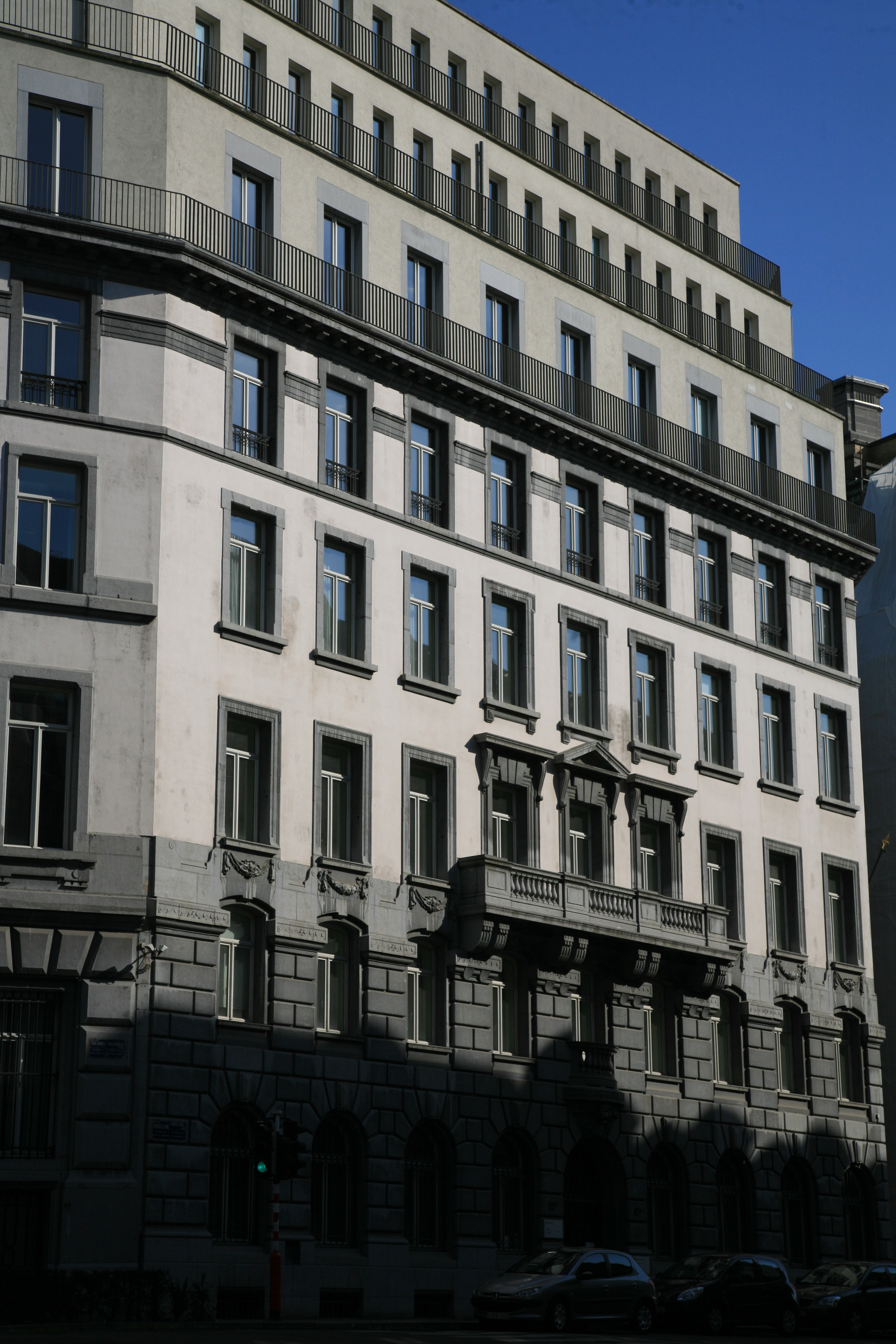
Ancienne banque de Paris et des Pays-Bas (rues de la Chancellerie 17-17a et rue des Colonies 29-31 à Bruxelles, 1909-1911) [8] : nouvelle aile d'entrée à toiture mansardée et belvédère (rue des Colonies 31)
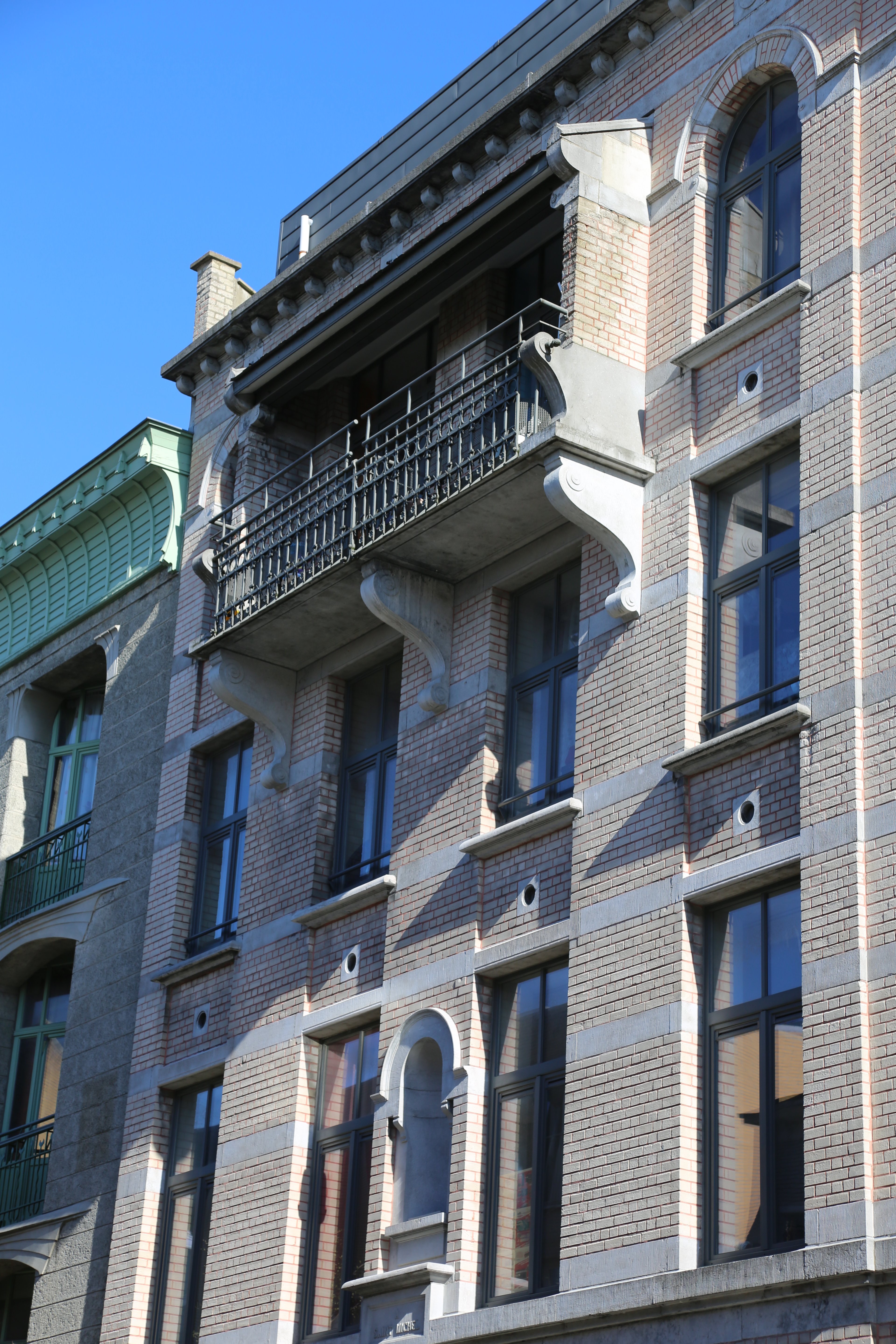
Immeuble de logements sociaux (rue Marconi, 34, 1902 )[9]: dans une enclave industrielle, la Société des habitations à bon marché de l’agglomération bruxelloise confie la construction de logements ouvriers à plusieurs architectes de renom (Henri Jacobs, Léon Govaerts, etc.) : en brique jaune et bandeaux de pierre bleue, l'immeuble présente un rez-de-chaussée percé de baies en plein cintre de différentes tailles. A celle de l'entrée répond celle de la vitrine de l'ancien magasin surmontée d'une niche.